# Syon House

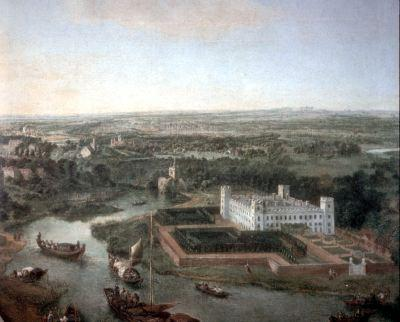
Syon House före ombyggnaderna på 1760-talet

Syon House, slott i London, mittemot Kew Gardens, i den 80 hektar stora Syon Park, i London Borough of Hounslow. Godset ägs sedan flera hundra år av familjen Percy – hertigarna av Northumberland.
Slottet, vars äldsta delar har tillhört ett 1400-talsklostret Syon Abbey, byggt av Birgittinorden, är idag mest känt för sin interiör, skapad 1762–1769 av Robert Adam.